# 新古隷の書法
『新古隷の書法』（しんこれいのしょほう）は、清風会本部発行による木村東道の著書。1993年1月1日初版発行。書体 「新古隷」の定義と習字方法、書作方法、書作に必要な落款の書き方を解説している。 

## 本書の構成

### 新古隷の書法
- はじめに
- 解説
  - 「新古隷」とは
  - 古隷と新古隷
  - 「新古隷」の作品創りには
- 新古隷を学ぶための基礎知識
  - 書体と書体の変遷について
  - 隷書について

### 習字編
- 新古隷の書法上の特徴
  - 字形
  - 用筆
  - 手本の習い方

### 書作編
- 書作品について
- 参考手本について

### 落款編
- 落款の意味
- 落款の内容
- 雅号
- 雅印
  - 姓名印
  - 雅号印（号印）
  - 引首印
- 款記
- 款記を書く注意事項
  - 年
  - 月または季節
  - 日
  - 場所
  - 署名
  - 署名の下に書く語
  - 款記の語順
- 月の異称について
- 手本について